# Лепиков, Дмитрий Михайлович
Дмитрий Михайлович Лепиков (21 апреля 1972, Ленинград, РСФСР, СССР) — советский пловец. Победитель чемпионата Европы 1991, 1993 гг. Олимпийский чемпион (Барселона 1992). Рекордсмен мира (1992). Заслуженный мастер спорта СССР (1992). Тренер — И. М. Кошкин.